# Embaixada do Suriname em Brasília
A Embaixada do Suriname em Brasília é a principal missão diplomática surinamense no Brasil. Está localizada no Lago Sul. Ambos os países estabeleceram ligações diplomáticas com a independência do Suriname, em 1975. No ano seguinte, firmaram, em Brasília, um acordo de cooperação. Em 2018, era chefiada pelo embaixador Marlon Faisal Mohamed-Hoesein.